# El Saher
El Saher (arabe : الساهر) est un patrouilleur de la marine algérienne de la classe Kebir.
El Saher a été mis en chantier en 1991 au chantier naval ECRN, Mers-el-Kebir situé à Oran. Lancé en 1993, il est affecté a la marine algérienne depuis 1993.